# Pedro Araya Guerrero

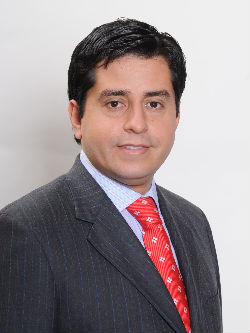
Pedro Araya Guerrero, 2010

Pedro Araya Guerrero (* 16. Juni 1974 in Antofagasta) ist ein chilenischer Anwalt und Politiker. Er gehörte anfangs der Partido Demócrata Cristiano (PDC) und später der Partido Regionalista de los Independientes (PRI) an, inzwischen agiert er als Unabhängiger. Er war zwischen 2002 und 2014 Mitglied des chilenischen Abgeordnetenhauses, seit 2014 gehört er dem Senat von Chile an.

## Familie und Ausbildung
Araya wurde als Sohn von Pedro Araya Ortiz und dessen Frau Juana Amelia Guerrero geboren. Arayas Vater war zwischen 1969 und 1973 Mitglied des Abgeordnetenhauses für die PDC. Nach der Transition in Chile trat er bei der ersten freien Kommunalwahl in Chile 1992 als Bürgermeisterkandidat seiner Partei in Antofagasta an und wurde ins Amt gewählt. Er hatte diese Funktion bis zu seinem Tod 2003 inne. Arayas Bruder Jaime war zwischen 2008 und 2011 Stadtrat in Antofagasta.
Araya besuchte in seiner Schulzeit das Colegio San Luis in Antofagasta, das er 1991 abschloss. Er begann daraufhin ein Studium der Rechtswissenschaften an der Universidad de Antofagasta, das er 1997 erfolgreich beendete. Seit 2001 ist er als Anwalt vereidigt und übt diese Tätigkeit neben seiner politischen Laufbahn aus.

## Politische Laufbahn
Araya trat als 14-Jähriger 1988 in die Partido Demócrata Cristiana ein, der bereits sein Vater angehört hatte. Nach der Rückkehr zur Demokratie Chiles engagierte er sich zunächst auf kommunaler Ebene für seine Partei. So koordinierte er den Wahlkampf der PDC bei den Kommunalwahlen 1992. Bei den weiteren Kommunalwahlen 1996 und 2000 war er wiederum in leitender Funktion für die Gestaltung des regionalen Wahlkampfes verantwortlich. Parallel dazu engagierte er sich in studentischen Gremien an seiner Universität. 1993 bis 1994 leitete er das Studentenzentrum der Juristischen Fakultät. 2001 wurde er stellvertretender Vorsitzender der PDC, was er bis 2003 blieb. 2004 war er Vorsitzender der regionalen Sektion in der Región de Antofagasta.
Bei der Parlamentswahl 2001 kandidierte er erstmals für das chilenische Abgeordnetenhaus und wurde auf Anhieb als einer von zwei Vertretern für den Wahlbezirk um Antofagasta gewählt. Der weitere Abgeordnete wurde Manuel Rojas Molina vom Mitte-Rechts-Bündnis Alianza por Chile. Bei der folgenden Parlamentswahl 2005 erreichte er erneut ein Mandat.
2008 kam es zum Zerwürfnis mit seiner Partei. Nachdem der frühere Vorsitzende Adolfo Zaldívar aus der Partei ausgeschlossen wurde, kehrte Araya den Christdemokraten aus Protest den Rücken und trat mit weiteren abtrünnigen PDC-Mitgliedern der Kleinpartei Partido Regionalista de los Independientes bei. Bei der Parlamentswahl 2009 trat er für seine neue Partei innerhalb des Bündnisses Chile Limpio. Vote Feliz an und konnte sein Mandat im Abgeordnetenhaus verteidigen. Am 24. Oktober 2010 ließ er sich zum landesweiten Vorsitzenden der PRI wählen, gab dieses Amt jedoch Ende 2011 wieder auf. 2012 trat aus der Partei aus und agierte fortan wieder als Unabhängiger.
Bei der Parlamentswahl 2013 kandidierte er erstmals als Repräsentant der Región de Antofagasta für den Senat. Er trat als unabhängiger Kandidat an, wurde jedoch von dem Bündnis Nueva Mayoría, dem Nachfolger der Concertación, unterstützt. Er erreichte 17,49 Prozent der Stimmen und wurde in den chilenischen Senat gewählt. Seine Amtszeit dauert von 2014 bis 2022.